# Erwerbspersonen (Labour-Force-Konzept)
Als Erwerbspersonen, in Deutschland speziell Zivile Erwerbspersonen (ZE) versteht man im Labour-Force-Konzept, dem internationalen Standard der Arbeitsmarktstatistik, die Gesamtheit aller unselbständig, selbständig und mithelfend Erwerbstätigen einschließlich Arbeitsuchender.

## Grundsätzliches
Da nach den Empfehlungen der Internationalen Arbeitsorganisation (ILO) nur Privathaushalte berücksichtigt werden sollen, sind kasernierte Soldaten ausgenommen. Das wird nicht in allen Staaten so gemacht. Die Statistik nach System der ILO ist unabhängig davon, ob Heeresangehörige in sonstigem Zusammenhang als erwerbstätig gelten oder nicht. Da in Staaten, die größere stehende Heere haben, die Soldaten die größte Gruppe der Wohnhaften in Anstaltshaushalten ausmachen (andere Gruppen sind Häftlinge und Mönche), spricht man in Deutschland speziell von „zivil“. In Österreich und der Schweiz ist das unüblich. Wehrpflichtige im Rahmen des Milizsystems werden hierbei also teils nicht zur zugrundegelegten Bevölkerung gezählt. Daher auch der Ausdruck Labour Force, weil die Armed Forces (Streitkräfte) nicht Teil des Arbeitsmarktes sind. 
Unter den Begriff fallen:
- sozialversicherungspflichtig Beschäftigte
- Auszubildende
- geringfügig Beschäftigte
- Beamte
- Selbstständige
- mithelfende Familienangehörige
- sowie gemeldete Arbeitslose

## Nationales

### Österreich
In Österreich gibt es insgesamt 4,4 Millionen Erwerbspersonen nach dem ILO-Konzept (2013: 4.390.400), das sind knapp mehr als die Hälfte der Bevölkerung (2013: 52,6 %). Davon waren 2013 95,1 % erwerbstätig (4.175.200 Personen), und 4,9 % arbeitslos (215.200, Arbeitslosenquote nach internationaler Definition). Die Zahl der Nicht-Erwerbspersonen über 15 Jahren (das sind hauptsächlich die Pensionisten, sowie die nicht mehr schulpflichtigen Schüler und Studenten) ergab 2013 2.748.100 Personen. Damit beträgt das Verhältnis von Erwerbs- zu erwachsenen Nichterwerbspersonen etwas unter 2:1.